# Java SE

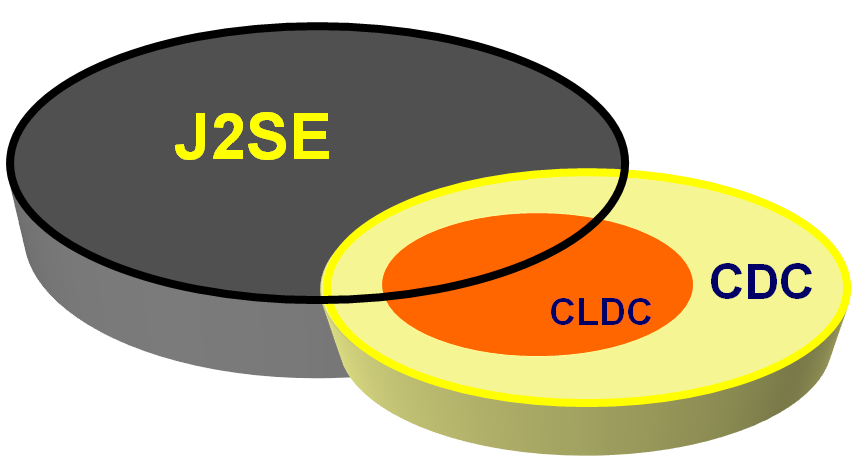
J2SE環境與CDC的關連

原J2SE，标准版的Java平台（Java Platform, Standard Edition）是一个Java2的平台，为用户提供一个程序开发环境。这个程序开发环境提供了开发与运行Java软件的编译器等开发工具、软件库及Java虚拟机。它也是Java2平台、企业版本和Java网页服务的基础。